# Rodrigo Valiente
Rodrigo Valiente, vollständiger Name Rodrigo Valiente Baraybar, (* 20. Juli 1989 in Maldonado) ist ein uruguayischer Fußballspieler.

## Karriere
Der 1,75 Meter große Mittelfeldakteur Valiente gehörte zu Beginn seiner Karriere von 2006 bis Ende August 2012 der Mannschaft von Club Atlético Atenas an. Für den Verein aus der Stadt San Carlos bestritt er in der Saison 2010/11 ein Spiel in der Primera División und in den beiden Folgespielzeiten mindestens 23 Partien in der Segunda División. Ein persönlicher Torerfolg Valientes ist nicht verzeichnet. Anschließend war er bis in den Januar 2014 für Deportivo Maldonado aus der benachbarten Departamento-Hauptstadt aktiv. Beim Klub aus Maldonado lief er in der Saison 2013/14 in elf Begegnungen (kein Tor) der zweithöchsten uruguayischen Spielklasse auf. Sodann schloss er sich dem nicaraguanischen Klub Real Estelí an, für den er 33 Spiele (kein Tor) in der Primera División absolvierte. Ende Januar 2015 kehrte Valiente zu Deportivo Maldonado zurück und kam dort in der Clausura 2015 zu 13 Zweitligaeinsätzen (kein Tor). Anfang Juli 2015 verpflichtete ihn der der ebenfalls in Nicaragua ansässige Verein Walter Ferretti. Bislang (Stand: 1. April 2017) wurde er beim Klub aus Managua in 43 Erstligapartien eingesetzt und schoss zwei Tore.